# Холандска брястова болест
Холандската брястова болест се причинява от няколко вида гъби от групата на торбестите гъби (Ascomycota), поразява брястовете и се пренася от брястовия корояден бръмбар. Смята се, че болестта произлиза от Азия и случайно е пренесена в Европа и Америка, където поразява местните популации от бряст, неуспели да се приспособят към болестта развивайки резистентност. Името на болестта се дължи на идентифицирането и през 1921 година в Нидерландия от фитопатолозите Мари Беатрис Шол-Шварц и Кристин Буисман, работещи под ръководството на професор Йохана Вестердийк. Въпреки името си болестта не е специфична само за хибрида холандски бряст.

## Преглед
Причинител на заболяването са микроскопични гъбички от групата на торбестите гъби. Разпознати са три вида от тях:
- Ophiostoma ulmi, който поразява Европа през 1910 и през 1928 достига Америка чрез внос на дървен материал
- Ophiostoma himal-ulmi, вид ендемичен за западните Хималаи[6]
- Ophiostoma novo-ulmi, изключително заразен вид, описан в Европа и Северна Америка през 1940-те и до края на 1960-те опустошил големи площи на двата континента[7]

### Механизъм
В опита си да блокира разпространението на гъбичната инфекция дървото реагира чрез запушване на собствения си ксилем със смола и тилозни мехурести израстъци от клетъчните стени на ксилема. Тъй като ксилемът (единият от двата вида васкуларна (проводяща) тъкан, произвеждани от камбия; другата е флоем) и осигурява вода и хранителни вещества на останалата част от растението. Така тези тапи, за които стана дума пречат на храненето на останалата част на растението нагоре по стъблото и в крайна сметка го убиват. Ксилемът обхваща тъканите в обема на стъблото и на практика с покрива с това, което е известно като „дървесина“. Флоемът е тънък слой обвиващ централния цилиндър ксилем, а непосредствено под него е васкуларният камбий, произвеждащ както ксилема, така и флоема.

### Симптоми
Първите симптоми на инфекцията обикновено са повяхване на листата на по-високите клони и пожълтяването им през летните месеци далеч преди нормалното есенно окапване. Това прогресивно се разпростира по другите клони и започва загиване на клони. В крайна сметка загиват корените, останали без хранителни вещества доставяни от листата. При някои видове бряст, например, Ulmus procera, не всички корени загиват. Останалата жизнена част от тях пуска издънки, които издържат още около 15 години, но в крайна сметка също загиват.

## Превенция и лечение

### Механично
Първите опити за борба с болестта е кастренето на дърветата, за да се отстрани и изгори заболялата част, но това невинаги е приемливо.

### Химически
Когато холандската брястова болест започва да се разпространява по атлантическото крайбрежие на САЩ, борбата представлява мащабно разпръскване на инсектициди като ДДТ и диелдрин за контрол на брястовия бръмбар корояд – обикновено два пъти годишно: пролетта и по-малко количество през лятото. В ранните години се е смятало, че използването на пестициди забавя разпространението на брястовата болест. Впоследствие се оказва обаче, че поглъщането на умъртвените безгръбначни отравя много птици.
Лингсан BLP, въведен през 1970-те е първият фунгициден препарат използван срещу холандската брястова болест. С помощта на специална екипировка препаратът се инжектира в основата на дървото, но няма особена ефективност. Арботект става известен няколко години по-късно и е доказано по-ефективен. Той се инжектира през две или три години за осигуряване на продължителен контрол. Въпреки това следкато веднъж е инфектирано дървото болестта не може да бъде трайно ликвидирана. Разработените методи задържат разпространението на болестта докато тя не е стигнала корените.

### Биологично
Заради забраната за използване на химикали за градски и паркови дървета в Холандия края на 1980-те Университета на Амстердам разработва биологичната ваксина Dutch Trig, която е неотровна и представлява суспензия от дестилирана вода и спори от щам на гъбичките Verticillium albo-atrum, които за изгубили значителна част от патогенните си свойства и се инжектират в брястовете през пролетта. Смята се, че щамът има все пак съхранени достатъчно патогенни свойства, за да предизвика имунен отговор и съответно защита на бряста за един растежен сезон от Холандската брястова болест. Това е т.нар. индуциран имунитет. Опитите с американски бряст показват голям успех за шест години, годишните загуби от холандска брястова болест намаляват от 6 процента годишно до около 0,4 – 0,6% годишно. Профилактичното лечение е оправдано само ако растението има особена символична стойност или се намира във важно място от пейзажа.